# Jim Pace
Jim Pace (Monticello, Mississippi, 1 februari 1961 - Memphis, Tennessee, 13 november 2020) was een Amerikaans autocoureur. In 1996 won hij de 24 uur van Daytona en de 12 uur van Sebring.

## Carrière
Pace begon zijn autosportcarrière in 1988 in de Barber Saab Pro Series. Al snel stapte hij over naar de sportwagens. In 1990 won hij voor Peter Uria Racing de GTU-klasse van de 24 uur van Daytona, een zege die hij deelde met Peter Uria, Bob Dotson en Rusty Scott. In 1996 won hij de algehele race voor het team Doyle Racing en deelde de zege met Scott Sharp en Wayne Taylor. Later dat jaar won hij ook de 12 uur van Sebring met Taylor en Eric van de Poele. Verder debuteerde hij dat jaar in de 24 uur van Le Mans voor hetzelfde team, met Sharp en Taylor als co-coureurs. De inschrijving kwam echter niet aan de finish.
Pace reed na 1996 jarenlang alleen in Daytona, totdat hij in 2007 regelmatig deel ging nemen aan andere races in de GT-klasse van de Rolex Sports Car Series. In 2008 reed hij in een Porsche 911 voor het team The Racer's Group en in 2009 kwam hij uit voor Farnbacher Loles Racing. Na deze seizoenen reed hij vooral in de 24 uur van Daytona en in race-evenementen die bedoeld waren voor oude auto's.
Op 13 november 2020 overleed Pace op 59-jarige leeftijd aan de gevolgen van COVID-19.